# Rantewringin
Rantewringin is een bestuurslaag in het regentschap Kebumen van de provincie Midden-Java, Indonesië. Rantewringin telt 2923 inwoners (volkstelling 2010).